# Logan County (Colorado)
Logan County is een county in de Amerikaanse staat Colorado.
De county heeft een landoppervlakte van 4.762 km² en telt 20.504 inwoners (volkstelling 2000). De hoofdplaats is Sterling.

## Bevolkingsontwikkeling

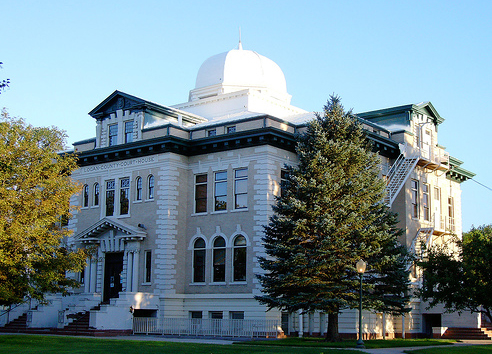
Logan County Courthouse